# Битва при Геронии
Битва при Геронии — сражение между римской и карфагенской армиями в ходе Второй Пунической войны.

## Предыстория
После прорыва при Агер Фалерне Ганнибал захватил город Героний. Фабий разбил лагерь неподалёку. Между тем настала пора важных жертвоприношений в Риме, при которых должен присутствовать глава государства, которым в то время являлся Фабий. Он выехал в Рим, оставив командование начальнику конницы Марку Минуцию Руфу, стороннику решительных действий. Перед отъездом Фабий приказывал и просил Руфа не вступать в битву с Ганнибалом.
Но Минуций его не послушался и уже на следующий день расположил лагерь на равнине (до этого их лагерь стоял на холме, в недосягаемости нумидийской конницы Ганнибала). Ганнибал обрадовался возможности решительного сражения и решил подогреть горячность Минуция. Он послал за хлебом треть своего войска, но по дороге их настигли римляне и одержали маленькую победу.
Минуций сообщил в Рим о своей победе, значительно приукрасив её, и в Риме все ликовали. Но Фабий был нерадостен — он понял замысел Ганнибала. Его вновь обвиняли в трусости и даже в предательстве (Ганнибал специально велел не жечь поместье Фабия, а всё остальное вокруг поместья сжечь). Народный трибун Марк Метилий предложил уравнять в правах диктатора и начальника конницы. Но поначалу никто не согласился. Тогда в поддержку Метилия выступил Гай Теренций Варрон, в будущем консул, проигравший битву при Каннах. Народ одобрил это предложение.
Руф и Фабий стали теперь командовать половинами армии. Минуций Руф расположился лагерем отдельно от Фабия. Между лагерями римлян и карфагенян находился холм, который мог стать хорошим место для лагеря, а вокруг него гладкая, как казалось издали, равнина, но вся изрезанная ямами и рытвинами. Ганнибал поместил в этих ямах засадный отряд из 5 000 человек.

## Битва
Поутру Ганнибал приказал небольшому отряду занять холм. Минуций приказал атаковать карфагенян на холме. Но сбить их оттуда оказалось непросто, и Минуций подтянул к холму основные силы. Ганнибал тоже подтянул свои основные силы. Завязалось ожесточённое сражение, которое шло с переменным успехом. Но затем Ганнибал ввёл в бой засадный отряд, который атаковал римлян с тыла. Среди римлян началось беспорядочное бегство.
Но за сражением лично следил Фабий. Увидев, что ход битвы переломлен, Фабий вступил в битву. Сопротивление карфагенян было сломлено и Фабий прорвался к Минуцию. Силы обеих армий были уже на исходе, и Ганнибал приказывает отступить.

## Итоги
Минуций признал своё подчинение Фабию и отказался от равных с ним прав. Неприязнь к Фабию сменилась восхищением. Но срок полномочий диктатора уже заканчивался, и Фабий сложил с себя власть. Вновь были выбраны консулы: ими стали Гай Теренций Варрон и Луций Эмилий Павел. Павел пытался вести войну по тактике Фабия, но Варрон оставался сторонником решительных действий. 2 августа 216 до н. э. римская армия была наголову разгромлена при Каннах.